# Attaque de drone de 2023 contre le Kremlin de Moscou
L'attaque de drone de 2023 contre le Kremlin de Moscou a eu lieu le 3 mai 2023 lorsque des images de deux drones qui auraient visé le Kremlin de Moscou et auraient été abattus par la Russie ont été diffusées. Le président russe Vladimir Poutine n'était pas présent dans le bâtiment au moment de l'attaque présumée. L'attaque présumée n'a fait ni morts ni blessés,,. 
Le Kremlin a accusé l'Ukraine de l'attaque présumée et l'a qualifiée d'« acte de terrorisme » et de « tentative d'assassinat du président de la Russie ». Moscou a promis de riposter chaque fois qu'elle le jugerait nécessaire.
Le conseiller présidentiel ukrainien Mykhaïlo Podollak a déclaré que Kiev n'avait rien à voir avec l'attaque présumée du Kremlin, que de telles actions n'apportaient rien à Kiev sur le champ de bataille et qu'elles ne feraient qu'inciter la Russie à prendre des mesures plus radicales. Podolyak a affirmé que les allégations selon lesquelles Kiev serait à l'origine de l'attaque présumée, et l'arrestation par la Russie de saboteurs ukrainiens présumés en Crimée, pourraient indiquer que Moscou se prépare à une attaque « terroriste » à grande échelle contre l'Ukraine dans les prochains jours. Le président ukrainien Volodymyr Zelensky, en visite en Finlande, a déclaré : « Nous n'attaquons pas Poutine ou Moscou. Nous nous battons sur notre territoire. Nous défendons nos villages et nos villes ».

## Incident

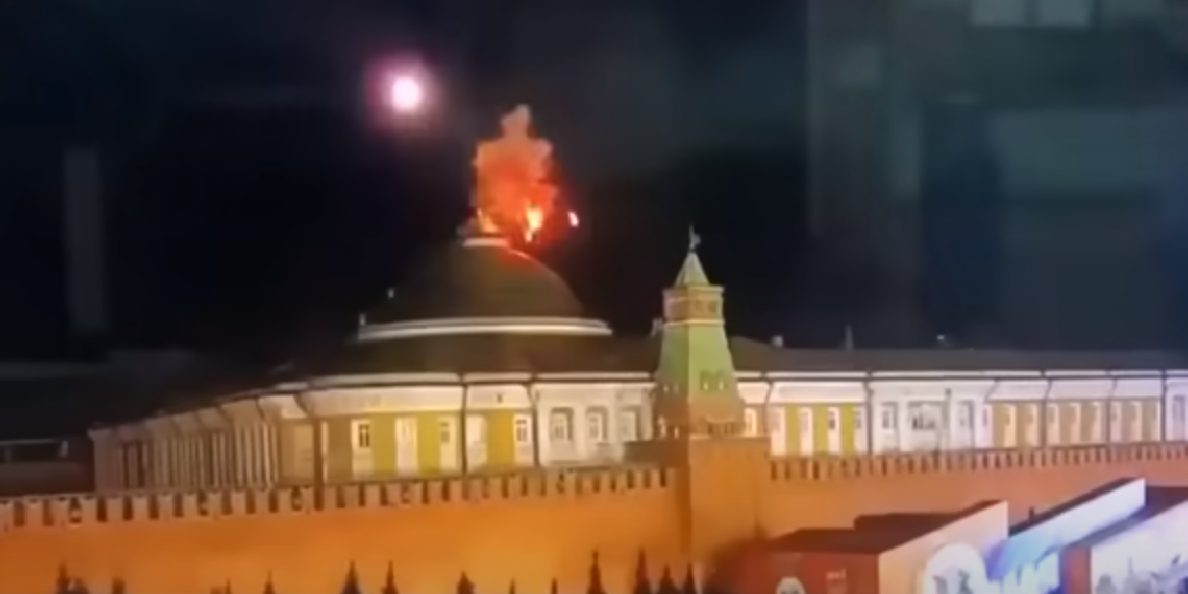

Une vidéo non vérifiée publiée sur les réseaux sociaux montre un objet volant vers le Kremlin de Moscou avant qu'une petite explosion ne se produise près d'un mât au sommet du dôme du Sénat du Kremlin. Sur la vidéo, on voit deux personnes non identifiées escalader le dôme. Une autre vidéo montre de la fumée s'élevant près du bâtiment.
Les autorités russes ont affirmé que les deux drones avaient été mis hors d'état de nuire grâce à des radars électroniques.

## Réactions

### Russie
Le 3 mai, le maire de Moscou, Sergey Sobyanin, a annoncé la création d'une zone interdite aux drones au-dessus de la ville.

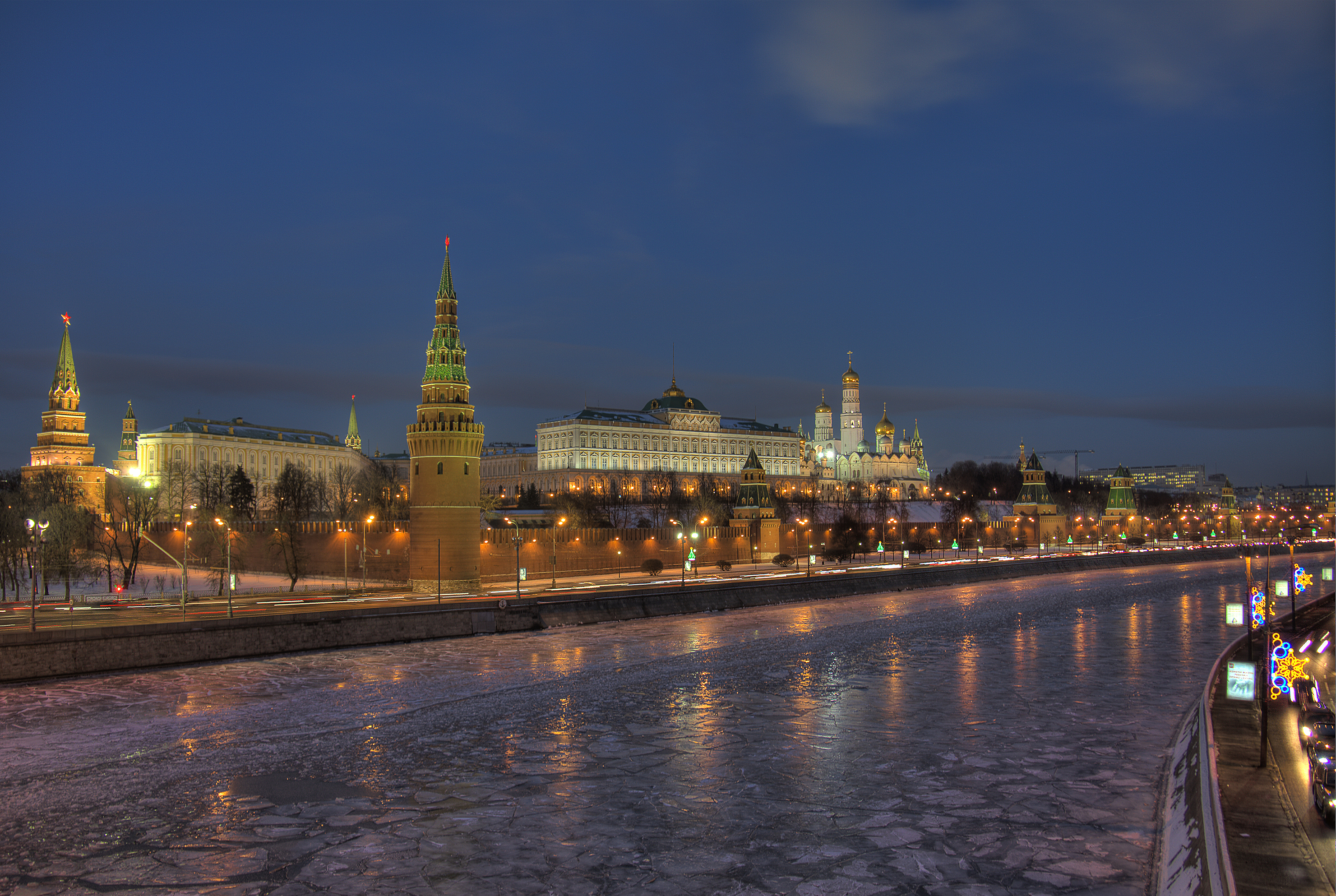
Le Kremlin de Moscou en 2012.

L'allié de Poutine, Viatcheslav Volodine, président de la Douma d'État russe, a qualifié l'attaque présumée de drone d'« attaque terroriste » contre la Russie et a comparé le gouvernement ukrainien à des organisations terroristes telles qu'Al-Qaïda et l'État islamique, déclarant que « le régime nazi de Kiev doit être reconnu comme une organisation terroriste ». Volodine a exigé l'utilisation « d'armes capables d'arrêter et de détruire le régime terroriste de Kiev ». Le loyaliste de Poutine et député de la Douma Mikhaïl Sheremet a appelé à une frappe de représailles contre le président ukrainien Zelensky. 
Evgueni Prigojine, chef du groupe militaire Wagner, a mis en garde contre l'utilisation d'armes nucléaires, déclarant : « Nous avons l'air de clowns menaçant d'utiliser des armes nucléaires en réponse au drone d'un enfant ».
Le porte-parole du Kremlin, Dmitri Peskov, a affirmé que les États-Unis étaient à l'origine d'une attaque de drone présumée contre le Kremlin visant à tuer Poutine, déclarant : « Nous savons très bien que les décisions concernant de telles actions, de telles attaques terroristes, ne sont pas prises à Kiev mais à Washington ». Le principal propagandiste du Kremlin, Vladimir Solovyov, a comparé l'incident aux attentats du 11 septembre 2001.
Dmitri Medvedev, chef du Conseil de sécurité de Russie, a menacé : « Après l'attaque terroriste d'aujourd'hui, il ne reste plus d'autre option que l'élimination physique de Zelensky et de sa cabale ». Andrey Gurulyov, membre de la Douma d'État, a déclaré : « Nous devrions déclarer officiellement que tous les dirigeants de cette nation terroriste sont susceptibles d'être éliminés physiquement ».

### Ukraine
Le conseiller présidentiel ukrainien Mykhaïlo Podollak a exprimé sa crainte que le Kremlin n'utilise cet incident comme prétexte pour justifier d'autres attaques contre des villes et des infrastructures ukrainiennes dans les jours à venir. Le 3 mai 2023, des frappes russes sur l'oblast de Kherson ont tué 21 personnes.

### Autres pays
Le secrétaire d'État américain Antony Blinken a déclaré lors d'une conférence de presse internationale : « Je prendrais tout ce qui vient du Kremlin avec beaucoup de prudence ». Les responsables américains se sont montrés sceptiques quant à la possibilité qu'un drone envoyé en Ukraine ait pu être utilisé dans l'attaque, car il aurait dû parcourir une longue distance pour atteindre Moscou. La secrétaire de presse de la Maison Blanche, Karine Jean-Pierre, a déclaré que les États-Unis « n'encourageaient ni ne permettaient à l'Ukraine de frapper au-delà de sa frontière ».
Phillips O'Brien, professeur d'études stratégiques à l'université de St Andrews, a déclaré : « Il ne s'agissait certainement pas d'une tentative d'assassinat de Poutine, parce qu'il ne dort pas sur le toit et qu'il ne dort probablement jamais au Kremlin ». James Nixey, directeur du programme Russie et Eurasie du groupe de réflexion Chatham House, a déclaré que « les deux possibilités les plus probables sont un "coup de semonce" de Kiev ou une opération sous fausse bannière de Moscou destinée à justifier des attaques plus intenses en Ukraine ou davantage de conscription ».